# Wendel-Telefonschnur

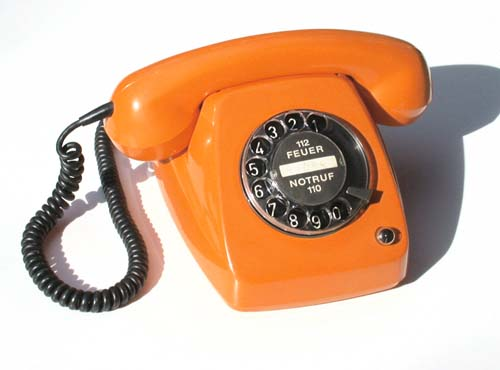
Telefon FeTAp 615 mit Wendel-Telefonschnur

Eine Wendel-Telefonschnur, umgangssprachlich auch Spiral-Telefonschnur genannt, ist die Verbindung zwischen Hörer und Basisgerät eines Telefons mittels eines Wendelkabels. 
Anfang der 1960er Jahre löste diese Form die bis dahin glatten, meist gewebeumsponnenen Schnüre ab. Der Vorteil dieser Form ist, dass die Schnur im entspannten Zustand recht kurz ist, wobei sie sich bei Zug ausdehnt. Das wird erreicht, indem für die stromführenden Leiter feine Litzenleiter, üblicherweise Lahnlitze, verwendet werden.
Durch die Verbreitung von schnurlosen Telefonen seit den 1990er Jahren verlieren die Wendel-Telefonschnüre an Bedeutung.
Während die Hörerschnur zunächst fest mit dem Hörer und dem Apparat verbunden war, setzte sich ab ca. 1982 die beidseitige Verwendung von Modularsteckern vom Typ 4P4C, umgangssprachlich RJ-10 genannt, durch, wodurch defekte Schnüre vom Benutzer einfach auszutauschen sind.

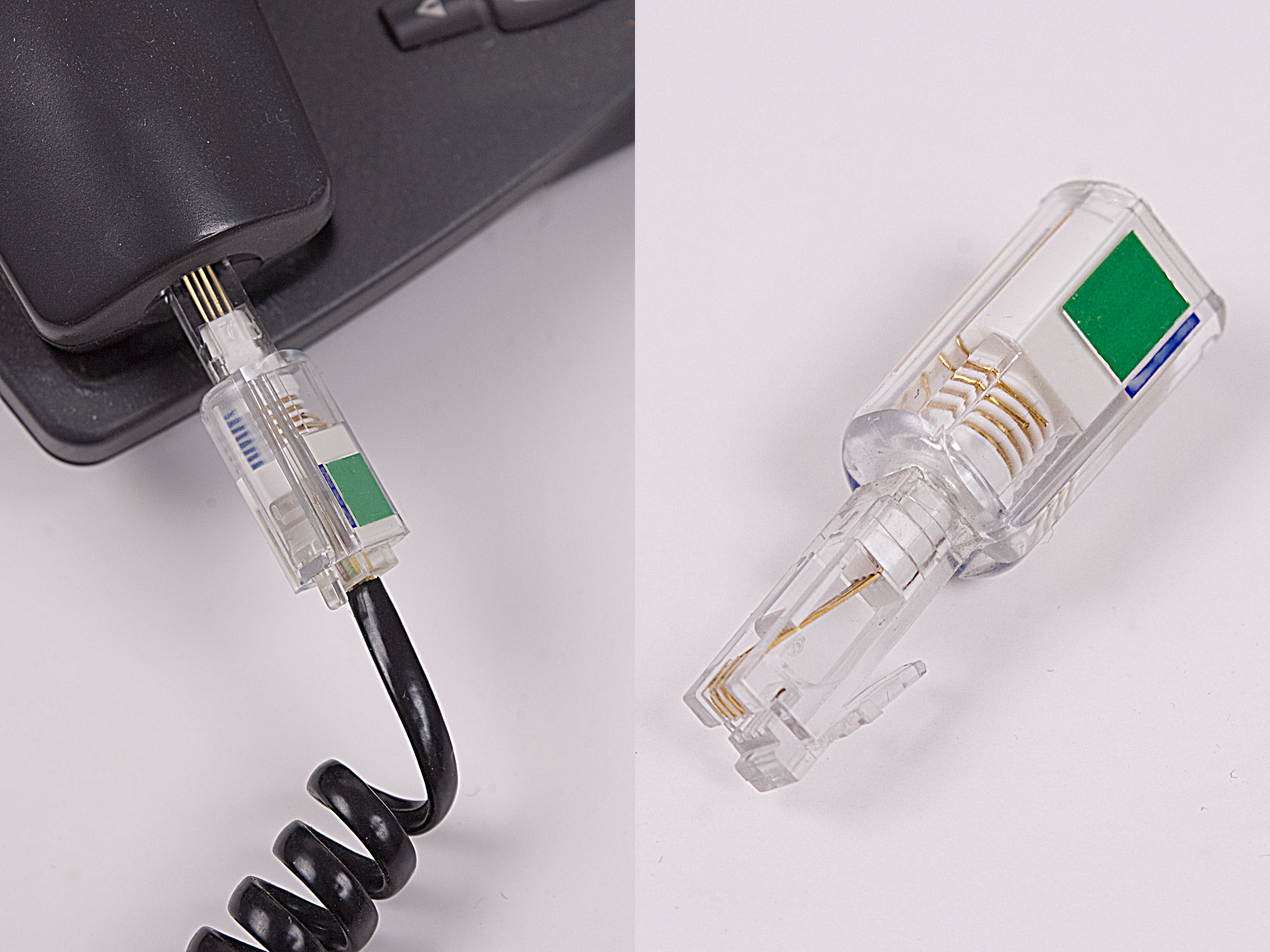
Kabelentwirrer

Ein bekanntes Alltagsphänomen ist die „verhedderte“ Telefonschnur: Die Windungen der Wendel haken sich an anderer Stelle der Wendelschnur ein – bis hin zur Knäuelbildung. Verursacht wird dieses Phänomen durch wiederholte Drehung des Hörers um seine Längsachse. Diese kann die in ihrer Wendelform fixierte Schnur nicht durch eine Verdichtung der Wendel aufnehmen – es kommt zu einer Schleife in der gesamten Struktur bzw. zum Krangeln.
Im Fachhandel sind Wirbel in Form eines elektromechanischen Schleifringsystems mit RJ-Steckverbindung erhältlich, welches die Drehung des Kabels ausgleicht. Die Kontaktierung erfolgt über eine Anordnung von Schleifkontakten und -ringen.